# Намазова-Баранова Лейла Сеймурівна
Лейла Сеймурівна Намазова-Баранова (нар. 18 липня 1963, Москва, СРСР) — російський учений-медик, фахівець у галузі дитячої клінічної алергології, доктор медичних наук, професор, академік РАН (2016).

## Біографія
Народилася 18 липня 1963 року в Москві в родині науковців.
У 1980 році — з відзнакою закінчила середню спеціальну школу № 75 Москви з вивченням декількох предметів французькою мовою.
У 1980—1981 роках — працювала препаратором на кафедрі імунології МБФ 2-го МОЛДМІ імені М. І. Пирогова (зараз це — РНДМУ).
У 1987 році — з відзнакою закінчила педіатричний факультет цього вузу, а також освоїла 2 «суміжні» спеціальності на факультеті громадських професій (перекладача французької мови і журналіста) багато писала для студентської газети, була активним учасником суспільного життя вузу.
У 1987—1990 роках — навчання в клінічній ординатурі НДІ педіатрії РАМН.
У 1992 році захистила кандидатську дисертацію на тему: «Клініко-патогенетичне значення визначення інтерлейкінів при бронхіальній астмі у дітей» за двома спеціальностями — «Педіатрія» і «Алергологія та імунологія».
У 1990—1993 роках — працювала лікарем, ау 1993—1999 роках — старшим науковим співробітником алергологічного та імунологічного диспансерного відділення Інституту педіатрії Наукового центру здоров'я дітей Російської академії медичних наук (НЦЗД РАМН).
У 1996 році — присвоєно вчене звання доцента за фахом «Педіатрія».
У 2000 році захистила докторську дисертацію на тему: «Патогенетичні основи диференційованого лікування бронхіальної астми у дітей», також виконану за двома спеціальностями («Педіатрія» і «Алергологія та імунологія»).
У серпні 2000 року була змінена концепція роботи НЦЗД РАМН — максимальна увага звернена на амбулаторний етап надання медичної допомоги маленьким пацієнтам, що привело до суттєвих структурних змін в установі. Був створений перший в країні багатопрофільний денний стаціонар (відділення стаціонарозамінних технологій), який вона і очолила.
У 2003 році — директором НЦЗД РАМН була призначена на посаду головного лікаря Консультативно-діагностичного центру для дітей.
У листопаді 2006 року — рішенням Президії РАМН була призначена заступником директора з науки НЦЗД РАМН і директором новоствореного в структурі Центру НДІ профілактичної педіатрії та відновного лікування.
Навесні 2006 році — була обрана за конкурсом завідувачем кафедри алергології та клінічної імунології факультету післявузівської професійної освіти педіатрів (нині педіатричного факультету) ММА імені І. М. Сеченова (Перший МДМУ).
У 2005 році — присвоєно вчене звання професора.
З вересня 2010 року — очолює кафедру факультетської педіатрії № 1 педіатричного факультету РНДМУ імені М. І. Пирогова.
У 2011 році обрана членом-кореспондентом РАМН.
У 2014 році обрана членом-кореспондентом РАН (у рамках приєднання РАМН до РАН).
У 2016 році обрана академіком РАН.

## Наукова діяльність
Творець оригінальної школи дитячих клінічних алергологів.
Наукові дослідження присвячені пріоритетним проблемам дитячої алергології та клінічної імунології, імунопрофілактики, актуальним проблемам педіатрії та громадського здоров'я, специфічної імунотерапії та відновлювального лікування.
Лейла Намазова-Баранова є основоположником вивчення цитокінового статусу і медіаторних взаємодій у дітей з алергією з обґрунтуванням застосування цитокінової і антицитокінової терапії в педіатрії.
Провідний організатор-розробник клінічних рекомендацій і науково-практичних програм для педіатрів з бронхіальної астми, алергічного риніту, атопічного дерматиту та інших.
Автор понад 550 наукових праць, 15 винаходів.
Під її керівництвом захищено 8 докторських і 38 кандидатських дисертації.

## Громадська діяльність
Заступник голови Виконкому Союзу педіатрів Росії, голова проблемної комісії «Нові технології в педіатрії» Наукової ради з педіатрії, член спеціалізованої вченої ради при ФДБУ «НЦЗД», заступник голови експертної ради ВАК по терапевтичним наукам, керівник Федерального науково-практичного центру імунопрофілактики, член Постійного комітету Міжнародної педіатричної асоціації (IPA), Глобальної Європейської Мережі з алергії і астми (GA2LEN), радник ВООЗ.
Керівник міжнародного проекту РФ і ВООЗ "«Поліпшення якості педіатричної та медико-санітарної допомоги в країнах Центральної Азії та Африки».
Президент Європейської педіатричної асоціації (EPA/UNEPSA) — з 2013 року.
Головний редактор журналу «Педіатрична фармакологія», науковий редактор журналу «Питання сучасної педіатрії», член редакційних колегій міжнародних журналів «World Journal of pediatrics», «Asian Journal of Pediatric Practice», «The Turkish Journal of pediatrics».

## Монографії
- «Керівництво по амбулаторно-поліклінічній педіатрії» (2006)
- «Раціональна фармакотерапія дитячих захворювань» (2007)
- «Імунопрофілактика-2007» (2007)
- «Національний педіатричний формуляр» (2008)
- «Клінічні рекомендації з алергології та імунології для педіатрів» (2008—2009, 2010, 2011)
- «Вакцини» (2011)
- «Алергія у дітей — від теорії до практики» (2011)
- «Стрептококи і пневмококи» (2013)
- «Атлас рідкісних хвороб» (2013)
- «Харчова алергія» (2013)
- «Медико-соціальні проблеми виховання підлітків» (2014)

## Нагороди
- Знак «Відміннику охорони здоров'я»
- Почесна грамота Уряду Російської Федерації
- Почесна грамота МОЗ РФ
- Почесні грамоти РАМН
- Подяка голови Держдуми РФ
- Почесна грамота Ради Федерації РФ
- Міжнародна премія «Професія — життя» в номінації «За особистий внесок в галузі материнства і дитинства».

## Сім'я
- Чоловік — Баранов Олександр Олександрович (нар. 1941) — російський лікар-педіатр, доктор медичних наук, професор. Дійсний член РАМН (1995) і РАН (2011), член Президії РАН;
- дві дочки.